# Jan Cleijne
Jan Cleijne (Roosendaal, 11 juli 1977) is een Nederlands illustrator en striptekenaar.

## Biografie

### Jeugd en opleiding
Cleijne werd geboren in Roosendaal. Na de middelbare school bezocht hij de Academie voor beeldende kunst en vormgeving in Den Bosch, Maastricht en Arnhem.

### Werkzaamheden
Cleijne begon in 2001 met het maken van strips en illustraties. Hij werkte onder andere voor de Donald Duck, NRC Handelsblad en National Geographic Junior. Daarnaast illustreerde hij ook voor geboortekaartjes en leesboeken. In 2010 won hij de tweede "Benelux Beeldverhalen Prijs" voor Zuidas. Verder maakt hij ook tekenwerken voor tentoonstellingen. In 2013 kwam zijn eerste boek Helden van de Tour uit. Hij is een van de vaste illustratoren van Uitgeverij Kluitman.

## Erkenning
Het werk van Cleijne is onder meer erkend met:
- Graphic novel of the month van The Guardian, juni 2014[1]
- Beste 11 graphic novels van 2014 door Creative Bloq, 2014[2]